# Universidad de Santiago (métro de Santiago)
Universidad de Santiago est une station de la Ligne 1 du métro de Santiago, dans le commune de Estación Central.

## Histoire
La station est ouverte depuis 1975. Son nom vient de l'Université de Santiago du Chili, situé à la sortie nord de la gare. Cependant, entre son ouverture en 1975 et 1981, la station a été appelée Université Technique, puisque tel était le nom du campus de l'université qui était à la sortie de l'endroit. Cependant, en 1981 cela a été dissous, la création de l'Université qui donne le nom actuel de la station.

## Services aux voyageurs

### Accès et accueil
La station comprend trois accès dont deux sont équipés d'ascenseurs.